# Oliver Keymis

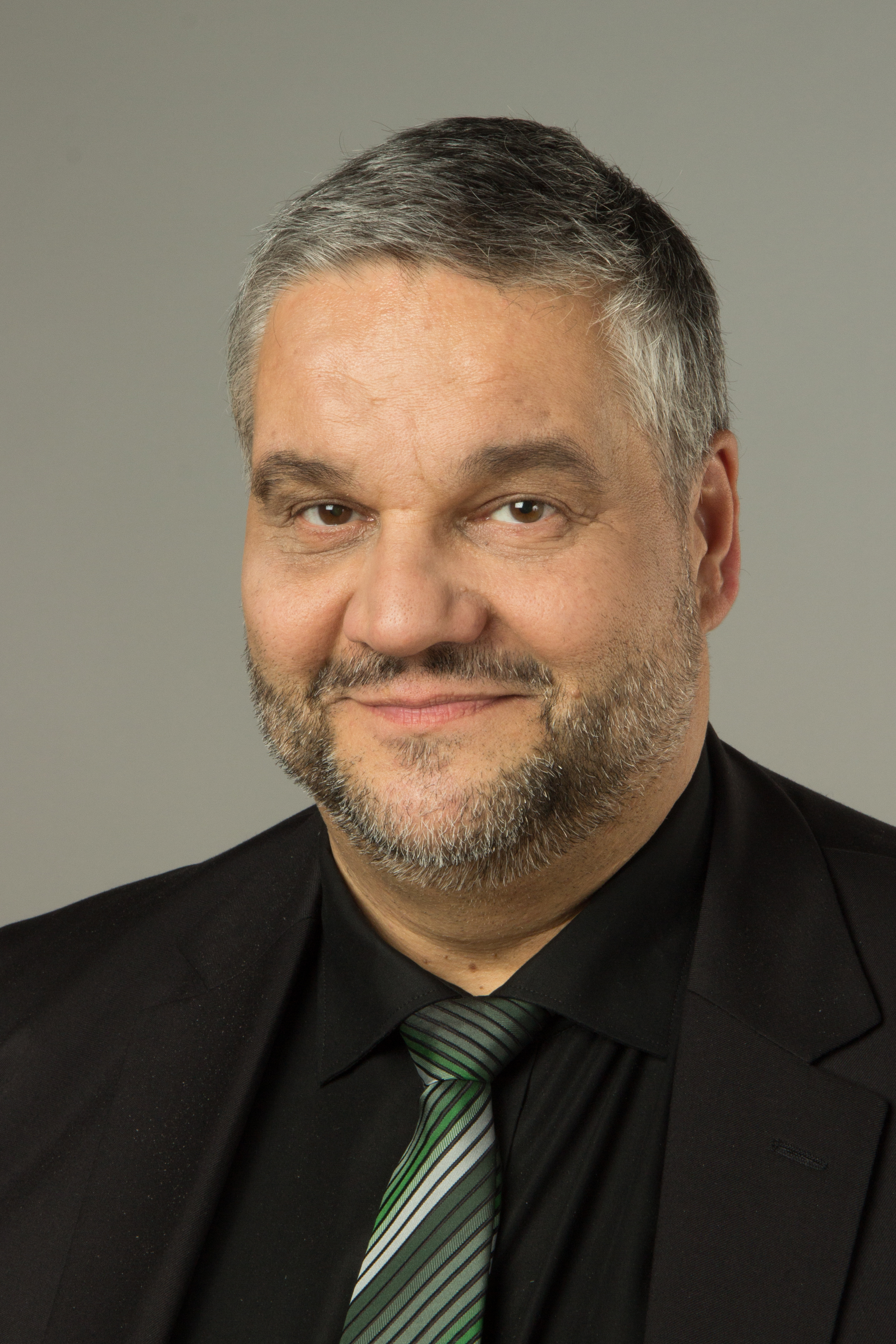
Oliver Keymis (2013)

Oliver Keymis (* 30. Dezember 1960 in Düsseldorf) ist ein deutscher Politiker (Bündnis 90/Die Grünen). Er war von 2000 bis 2022 Abgeordneter und von 2006 bis 2022 Vizepräsident des Landtages Nordrhein-Westfalen.

## Ausbildung und Beruf
Sein Abitur erlangte er 1980. Danach studierte Keymis Philosophie, Germanistik, Französisch und Politische Wissenschaften. Seine Zwischenprüfung hatte er 1984, er wechselte jedoch danach als Regieassistent ans Theater. Von 1986 bis 1991 war er freiberuflich als Regieassistent und Bildregisseur für das Fernsehen tätig, von 1989 bis 1994 leitete er alljährlich Seminare am Weiterbildungsinstitut für künstlerische Berufe des französischen Bildungsministeriums (GRETA) in Paris. Seit 1989 war er freischaffend als Regisseur an verschiedenen Landes-, Stadt- und Staatstheatern tätig.

## Familie
Oliver Keymis ist verheiratet und lebt in Meerbusch.

## Partei
Seit 1997 ist Keymis Mitglied von Bündnis 90/Die Grünen.

### Funktionen
- Von 1998 bis 2014 Sachkundiger Bürger im Kultur- und Planungsausschuss der Stadt Meerbusch
- Von 2002 bis November 2012 Sprecher der Bundesarbeitsgemeinschaft Kultur von Bündnis 90/DIE GRÜNEN

## Abgeordneter

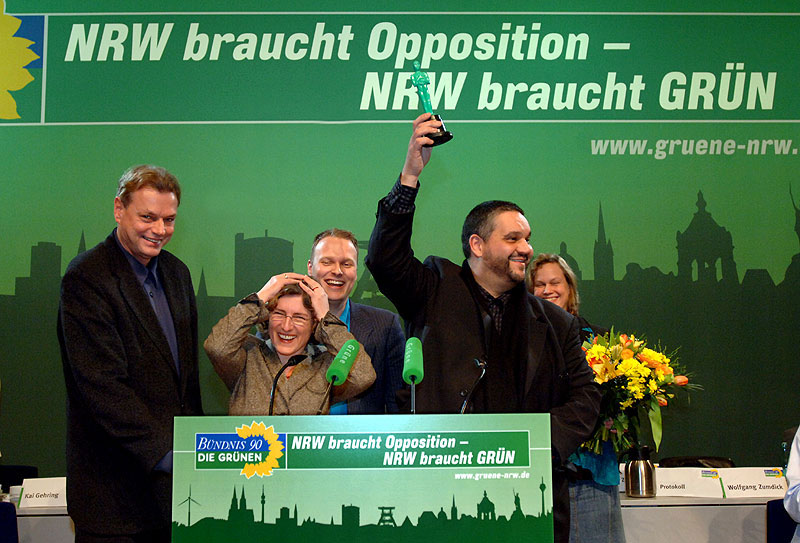
Oliver Keymis überreicht den scheidenden Landesvorsitzenden der Grünen NRW den Grünen Oskar, Februar 2006

Von Juni 2000 bis Mai 2022 war Keymis Abgeordneter im Landtag Nordrhein-Westfalen. Ab dem 25. Oktober 2006 bis Mai 2022 war er zudem Vizepräsident des Landtags Nordrhein-Westfalen. Für die Grüne Fraktion war er Kultur- und Medienpolitischer Sprecher. Ab Dezember 2010 war er auch Vorsitzender der von ihm gegründeten deutsch-französischen Parlamentariergruppe im Landtag Nordrhein-Westfalen. Bei der Landtagswahl 2022 trat er nicht mehr an.

### Ausschüsse
Während seiner Abgeordnetenzeit im Landtag Nordrhein-Westfalen war Keymis Mitglied folgender Ausschüsse:
- Kultur- und Medienausschuss (Vorsitzender, Sprecher und ordentliches Mitglied)
- Ausschuss für Arbeit, Gesundheit und Soziales (ordentliches Mitglied)
- Verkehrsausschuss (stellvertretendes Mitglied)
- Ältestenrat (ordentliches Mitglied)
- Ständiger Ausschuss gemäß Artikel 40 der Landesverfassung (ordentliches Mitglied)

## Ehrenamtliche Tätigkeit
Keymis engagiert sich ehrenamtlich bei:
- WDR, Köln – Mitglied des Rundfunkrats
- Haus der Geschichte Nordrhein-Westfalen – Mitglied des Kuratoriums
- Stiftung Kunstsammlung Nordrhein-Westfalen, Düsseldorf – Mitglied des Kuratoriums
- Kunststiftung NRW, Düsseldorf – Mitglied des Kuratoriums
- Stiftung „Gerhart-Hauptmann-Haus“, Düsseldorf – Mitglied des Kuratoriums
- Stiftung „Insel Hombroich“ – Mitglied des Kuratoriums
- Landesmusikrat, Düsseldorf – Vorsitzender des Kuratoriums
- ChorVerband Nordrhein-Westfalen e. V., Düsseldorf – Mitglied des Kuratoriums
- musikFabrik Landesensemble NRW e. V. – Vorsitzender des Kuratoriums
- Förderverein Haus Meer e. V., Meerbusch – Mitglied des Beirats
- Förderverein Theater am Marienplatz (TAM), Krefeld – Mitglied des Beirats
- Mitglied der Kulturpolitischen Gesellschaft, seit 2000[2]

## Auszeichnungen
Am 18. November 2019 wurde Keymis für seine Verdienste um die deutsch-französische Freundschaft mit dem Ordre national du Merite der Republik Frankreich in der Kategorie Chevalier ausgezeichnet.
Am 27. August 2022 erhielt Keymis für seine Verdienste um das Kulturleben in Nordrhein-Westfalen die Silberne Stimmgabel des Landesmusikrats NRW.